# Cumann na mBan
Cumann na mBan (ˈkʊmˠən̪ˠ n̪ˠə mˠan̪ˠ; letterlijk "De Vrouwenraad") is een Iers Republikeinse paramilitaire vrouwenorganisatie die op 2 april 1914 in Dublin werd gevormd door een fusie met de vrouwenorganisatie Inghinidhe na hÉireann. In 1916 werd zij een hulporganisatie van de Irish Volunteers.

## Oprichting
Cumann na mBan is opgericht in de eerste week van april 1914 tijdens een bijeenkomst onder het voorzitterschap van de latere hoogleraar Ierse taal Agnes O'Farrelly, nadat het voorgaande jaar een aantal vrouwen in het Wynn's Hotel in Dublin
de mogelijkheid had bediscussieerd om een vrouwenorganisatie te vormen, die zou samenwerken met de nog jonge Irish Volunteers. Overal in Ierland werden afdelingen opgericht onder leiding van het Provisional Committee. De eerste afdeling kreeg de naam de Ard Chraobh.
De statuten van Cumann na mBan stammen uit de tijd dat de Government of Ireland Act 1914 – de derde Home Rule – werd opgesteld en vermelden expliciet dat het gebruik van wapens is toegestaan. Haar primaire doelstellingen waren de zaak van de Ierse vrijheid te bevorderen en de Ierse vrouwen daartoe te verenigen. Zij zouden moeten assisteren bij het bewapenen van een corps van Ierse mannen voor de verdediging van Ierland. Bovendien dienden zij een fonds te formeren ter ondersteuning van deze doelen (The Defence of Ireland Fund).
Rekruten van Cumann na mBan hadden zeer diverse achtergronden. Het merendeel behoorde tot het kader van het kantoorpersoneel of was ‘professional’, hoewel ook een aanzienlijk deel uit de arbeidersklasse kwam. Van deze leden werd verwacht dat zij ook actief waren in andere nationalistische organisaties en het Defence of Ireland Fund zouden steunen.

## Eerste Wereldoorlog
De Irish Volunteers gingen in september 1914 uit elkaar na het appel van de Ierse parlementariër John Edward Redmond om zich in te schrijven in het British Army – kort na het uitbreken van de Eerste Wereldoorlog. Zo’n 142 000 mannen gaven hier gehoor aan. De meerderheid van de Cumann na mBan-leden steunde echter een minderheidsgroep van ongeveer 10 000 vrijwilligers die deze oproep afwees en die de oorspronkelijke naam behield, Irish Volunteers. Enkele Cumann na mBan afdelingen sloten zich direct bij de National Volunteers van Redmond aan; andere oud-leden werden lid van groeperingen met sympathie voor Redmonds standpunt, zoals de Volunteer Aid Association of de Women's National Council, in 1915 opgericht door Bridget Dudley Edwards.

## Rol in de Paasopstand

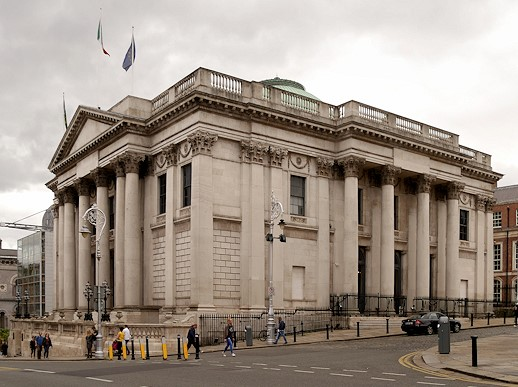
City Hall, het stadhuis van Dublin

Toen de Militaire Raad van de Irish Republican Brotherhood op 23 april 1916 haar voorbereidingen voor de Paasopstand afrondde, werd Cumann na mBan – samen met de Irish Volunteers en het Irish Citizen Army (ICA) – geïntegreerd in het Army of the Irish Republic. Pádraig Pearse werd aangesteld als bevelhebber en James Connolly als bevelhebber van de divisie Dublin.
Op de dag van de Paasopstand gingen Cumann na mBan-leden samen met hun mannelijke tegenhangers met een typemachine en een Webley revolver het General Post Office aan O'Connell Street in Dublin binnen. Tegen zonsondergang waren er in alle belangrijke rebellenbolwerken in de stad vrouwelijke rebellen aanwezig, behalve in Boland's Mill aan de Grand Canal Dock en in de South Dublin Union aan James's Street die werd bezet door Éamon de Valera en Eamonn Ceannt. De meerderheid van de vrouwen werkte als koerier of bezorger van de rantsoenen voor de mannen of was Rode Kruis-medewerker – zoals Madeleine ffrench-Mullen en Kathleen Lynn. Leden verzamelden ook inlichtingen, bezorgden pakketten en transporteerden wapens vanuit verspreid liggende depots naar de rebellenbolwerken.
Sommige leden van Cumann na mBan waren tevens lid van het ICA en werden strijders in de Paasopstand. Constance Markievicz was een van hen; zij zou bij St. Stephen's Green een politieagent hebben neergeschoten aan het begin van de vijandelijkheden. Zij schoot als scherpschutter op de Britse troepen. Samen met Mary Hyland en Lily Kempson behoorde ze tot een kleine eenheid onder leiding van Frank Robbins, die het College of Surgeons tegenover The Green bezet hield. Helena Molony maakte onderdeel uit van de ICA-compagnie die een aanval deed op Dublin Castle en vervolgens het belendende City Hall bezette, om de Britse troepen te kunnen beschieten.

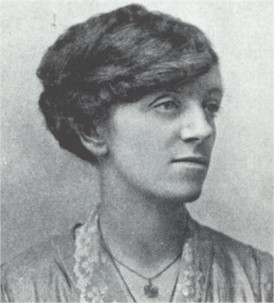
Winifred Carney rond 1912

In Four Courts hielpen de vrouwen van Cumann na mBan, toen zij tot overgave gedwongen waren, de evacuatie van de gebouwen te organiseren; ook vernietigden zij belastende documenten. Bij het General Post Office verliep dit anders. Pearse stond erop dat, met uitzondering van Winifred Carney, Elizabeth O’Farrell en Julia Grenan, die weigerden de gewonde James Connolly alleen achter te laten, iedereen het gebouw op vrijdag 28 april om 12 uur zou verlaten. Daarna zou het gebouw namelijk onder vuur worden genomen met granaatwerpers en machinegeweren, zodat er anders veel slachtoffers zouden vallen. De volgende dag wilden de leiders in het postkantoor onderhandelen over hun overgave. Pearse vroeg Cumann na mBan-lid en vroedvrouw Elizabeth O'Farrell om als tussenpersoon op te treden. Met een Rode Kruis-insigne en een witte vlag begaf zij zich via Moore Street naar brigadier William Lowe en kwam aanvankelijk zwaar onder vuur te liggen. Na haar terugkeer ging Pearse met O'Farrell mee om zich persoonlijk aan de brigadier over te geven.
Vervolgens bracht zij onder Britse militaire begeleiding het bevel tot overgave van Pearse naar diverse plekken in Dublin waar rebelleneenheden nog in gevecht waren.
Meer dan 70 vrouwen van Cumann na mBan werden na de opstand gearresteerd en veel van deze vrouwen werden opgesloten in Kilmainham Gaol. Op 12 na waren zij op 8 mei 1916 weer vrijgelaten.

## Na de Paasopstand

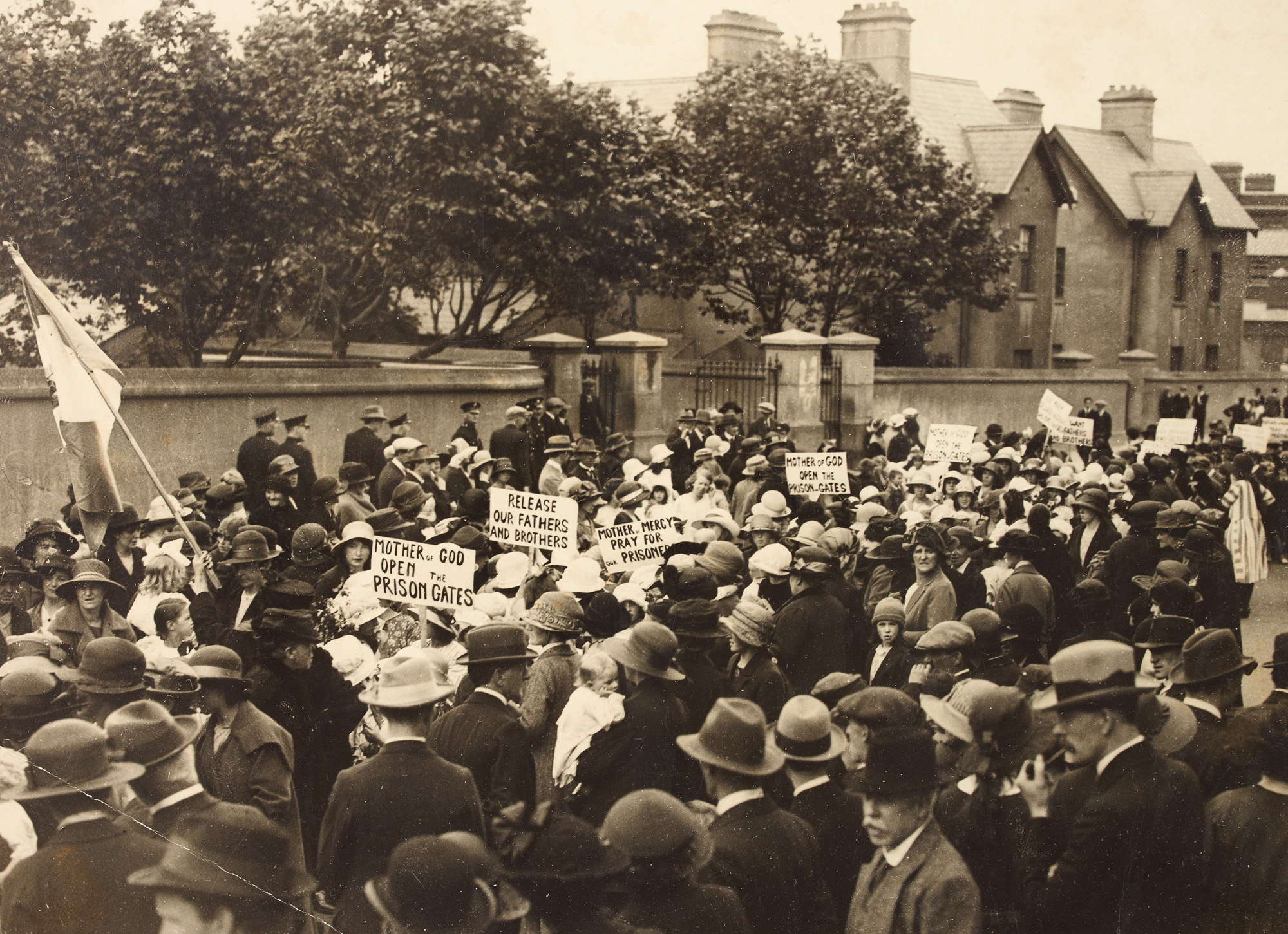
Cumann na mBan-protest bij de Mountjoy Prison in het centrum van Dublin op 23 juli 1921

Na de Paasopstand beleefde Cumann na mBan onder leiding van Constance Markievicz een opleving en nam zij het voortouw in de herdenking van de leiders van de opstand, het organiseren van bijstand voor gevangenen en hun gezinnen. Later maakte zij zich sterk tegen de dienstplicht en wierf stemmen voor Sinn Féin tijdens de verkiezingscampagne van 1918. In die verkiezingen werd Countess Markievicz verkozen tot parlementslid (Teachta Dála). In het tweede en derde kabinet van de Ierse Republiek was zij minister van Arbeid (1919–1922).
Tijdens de Ierse Onafhankelijkheidsoorlog waren de leden van Cumann na mBan actief. Zij verborgen wapens, zorgden voor onderduikadressen, assisteerden bij het opzetten en laten functioneren van de Dáil Courts en hielpen met het drukken van de officiële krant van de Ierse Republiek, the Irish Bulletin. Na de verkiezingen van 1921 kreeg Markievicz in het parlement gezelschap van haar medeleden van Cumann na mBan Mary MacSwiney, Ada English en Kathleen Clarke. Zij stemden allen tegen het Anglo-Iers Verdrag.

## Anglo-Iers Verdrag
Het Anglo-Iers Verdrag werd op 7 januari 1922 door het parlement (de Second Dáil) goedgekeurd, met een stemverhouding van 64 voor en 57 tegen. Dit zette kwaad bloed bij een groot deel van de bevolking in het hele land. Cumann na mBan organiseerde op 5 februari een conventie en daar stemden slechts 63 leden voor het verdrag en 419 tegen.
In de Ierse Burgeroorlog die daarop volgde, stonden de meeste leden aan de kant van de Republikeinse troepen die tegen het verdrag waren. Meer dan 400 leden van Cumann na mBan werden door de Provisoire regering gevangen gezet; vanaf december 1922 heette deze regering de Ierse Vrijstaat. Enkele afdelingen die het verdrag wel steunden, veranderden hun naam in Cumann na Saoirse; hoewel sommige anderen hun naam behielden, maar toch trouw zwoeren aan de regering van de Vrijstaat.

## Na het Verdrag
Cumann na mBan bleef ook na het Verdrag bestaan als onderdeel van het Iers Republikeinse milieu (naast onder meer Sinn Féin, het IRA en jeugdorganisatie Fianna Éireann). De regering van de Ierse Vrijstaat had de organisatie in de ban gedaan (januari 1923) en heropende Kilmainham Gaol om verdachte vrouwen in te kunnen detineren.
Door allerlei splitsingen binnen de Iers Republikeinse groeperingen nam het ledental af. Sommige afdelingen sloten zich aan bij Fianna Fáil of Clann na Poblachta. Máire Comerford, al lid vanaf de oprichting, noemde Cumann na mBan een ‘sterk verzwakte organisatie’ die ‘bergafwaarts snelheid maakte’ door de oprichting van de politieke partij Fianna Fáil in 1926.

## De afgelopen decennia

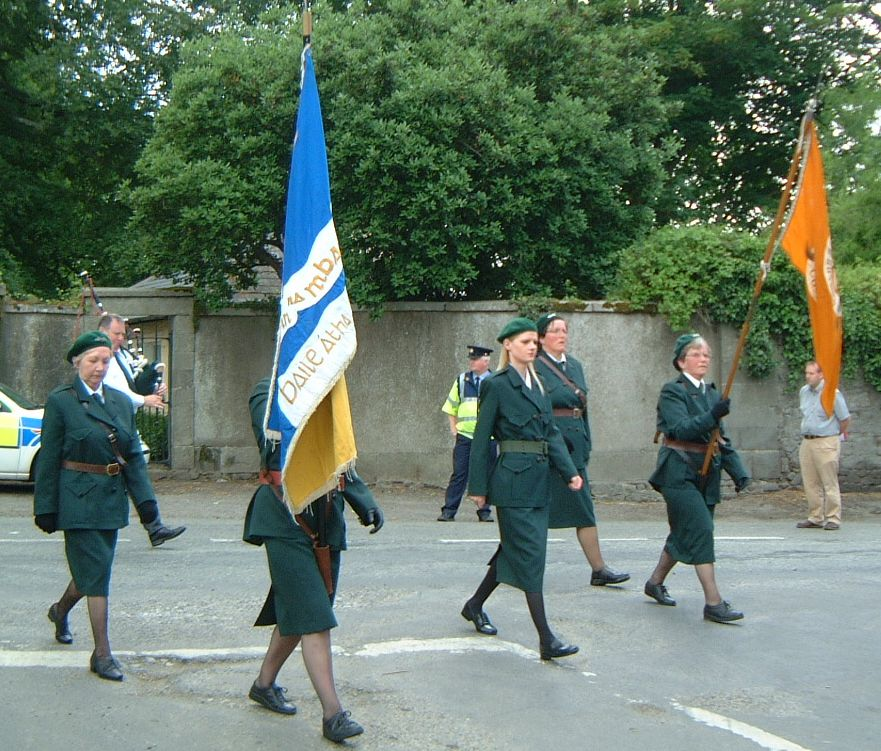
Republican Sinn Féin linked Cumann na mBan, Bodenstown (2004)

De geschiedschrijving van de vrouwenorganisatie vertoont ogenschijnlijk een hiaat van 1926 tot de jaren zeventig. Ook sindsdien manifesteerde zij zich als radicaal en bleef zij een gewapende strijd voorstaan en ondervond daarvan regelmatig vergaande consequenties.
Cumann na mBan steunde de ‘Provisional wing’ – de ‘terroristische’ vleugel – tijdens de opsplitsing binnen IRA en Sinn Féin in 1969–1970. Máire Drumm, vicepresident van Sinn Féin en een van de leiders van Cumann na mBan, werd in 1976 door loyalisten gedood. In Noord-Ierland werd Cumann na mBan geïntegreerd in the Irish Republican Army, hoewel de organisatie als zodanig wel bleef bestaan. In 1986 verzette Cumann na mBan zich tegen de beslissing van het IRA en Sinn Féin om af te stappen van hun abstentionistische beleid. Cumann na mBan ging een verbinding aan met de Republican Sinn Féin en de Continuity Irish Republican Army. In 1995 werd de secretaris-generaal van de Republican Sinn Féin, Cumann na mBan-lid Josephine Hayden veroordeeld tot zes jaar gevangenis vanwege het bezit van een geweer en een revolver.
Cumann na mBan is in het Verenigd Koninkrijk onder de Terrorism Act 2000 in de ban gedaan, maar zij staat niet op de United States State Department list of Foreign Terrorist Organizations.
In 2014 vierde Cumann na mBan haar honderdjarig bestaan in Wynn's Hotel in Dublin, de plaats waar zij in 1914 is opgericht.

## Presidenten
De volgende vrouwen waren president van Cumann na mBan. En onder meer de Engelse suffragette Charlotte Despard behoorde tot haar prominente leden.
- Agnes O'Farrelly (1914–1916)
- Constance Markievicz (1916–1926)
- Jennie Wyse Power
- Eithne Coyle O'Donnell (1926–1941)
- Margaret Langsdorf (1947–1956)
- Mary Ward (jaren ’70)

## Trivia
De documentaire "Cumann na mBan: The Women's Army" uit 2019 geeft een beeld van deze Ierse vrouwenorganisatie door de jaren heen.
- Library of Congress Control Number: nr2007013231
- Nationale Bibliotheek van Israël: 987007322471805171
- Virtual International Authority File: 123637529